# Чаплинський заказник
Чаплинський заказник — гідрологічний заказник місцевого значення. Об'єкт розташований на території Лисянського району Черкаської області, село Чаплинка.
Площа — 4,3 га, статус отриманий у 1979 році.